# Erotische Elektrostimulation

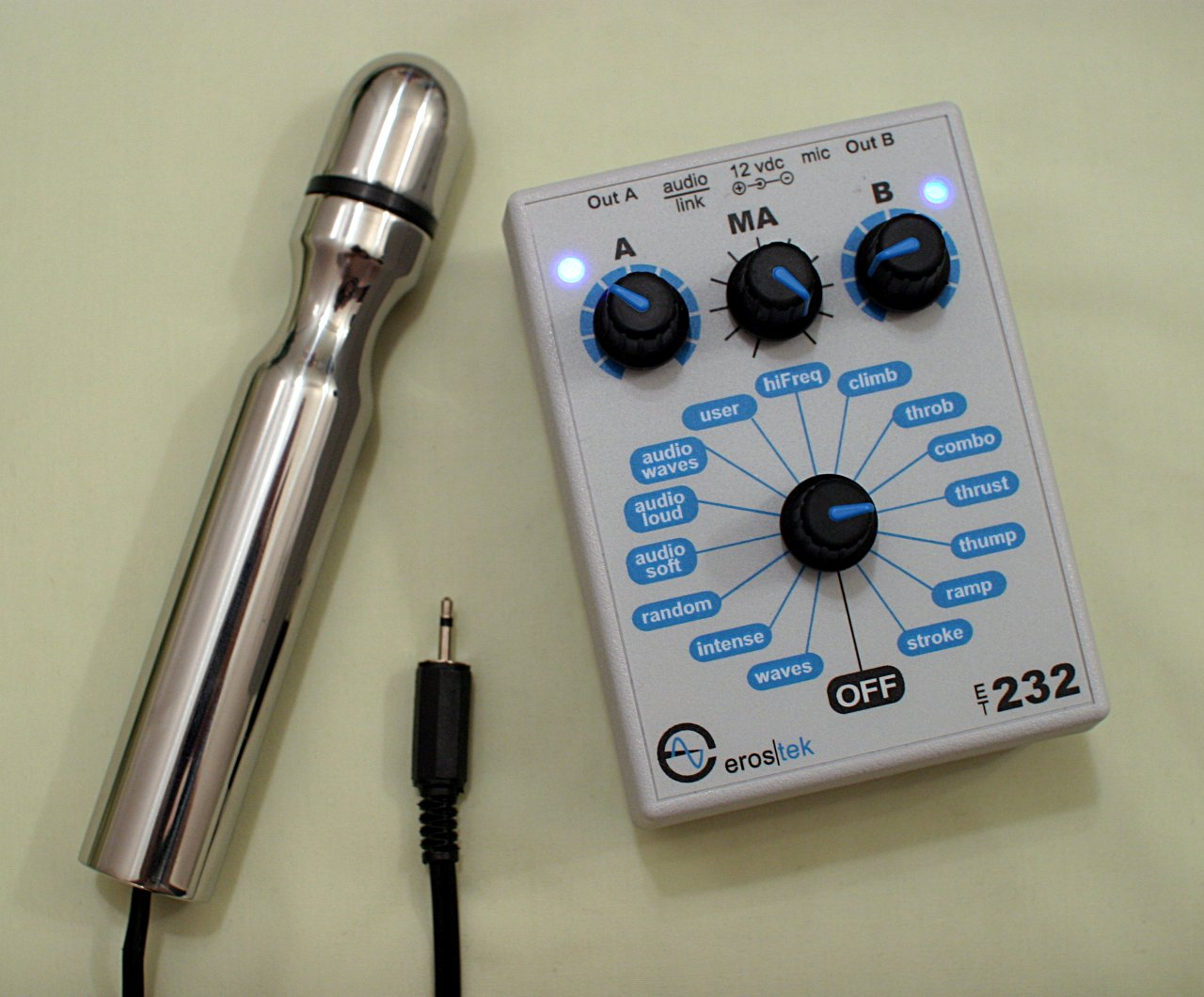
Ein Gerät zur erotischen Elektrostimulation mit zweipoliger Sonde.

Erotische Elektrostimulation (auch bekannt als E-Stim oder Elektrosex) ist eine Sexualpraktik, bei der Gleichstrom oder niederfrequente Wechselströme zur sexuellen Stimulation eingesetzt werden. Sie entwickelte sich aus der medizinischen Reizstrom-Technik. Zur Applikation der Ströme werden zumeist speziell entwickelte Geräte (wie etwa TENS oder Violet Wands) verwendet.
Erotische Elektrostimulation wurde in der Vergangenheit zumeist mit BDSM in Verbindung gebracht.

## Geschichte
Die Entwicklung der erotischen Elektrostimulation lässt sich zumindest bis in die 1950er Jahre zurückverfolgen. Zu dieser Zeit kam in den USA ein Gerät namens Relaxacisor auf den Markt. Das Gerät wurde als „passives Trainingsgerät“ beworben und diente der Muskelstimulation durch elektrische Ströme. Vergleichbare Geräte finden auch heute noch unter der Bezeichnung EMS (elektrische Muskelstimulation) oder der ebenfalls gebräuchlichen Bezeichnung MENS-Geräte (Microamperage Electrical Neuromuscular Stimulator) medizinische Anwendung.
Als alternative Einsatzmöglichkeit wurden die Elektroden auch auf den Geschlechtsorganen oder in deren Nähe befestigt. Seit den 1970er Jahren wurden zunehmend auch TENS-Geräte (transkutane elektrische Nerven-Stimulation) zum Zweck der erotischen Elektrostimulation verwendet. Weder MENS- noch TENS-Geräte eigneten sich jedoch gut für die neuen Anwendungsformen. In den 1980er Jahren entstand eine erste Gerätegeneration, die speziell für dieses Anwendungsfeld entwickelt war.

## Gerätetypen

### Medizinische Geräte
Medizinische TENS-Geräte (transkutane elektrische Nerven-Stimulation) dienten ursprünglich der Desensibilisierung. Ihre Konstruktion ist etwa darauf ausgerichtet, die Reizübertragung der Nerven im Rahmen einer Schmerzbehandlung zu reduzieren. Sie werden häufig auch zur erotischen Elektrostimulation eingesetzt.
Medizinische MENS-Geräte (Microamperage Electrical Neuromuscular Stimulator) dienten ursprünglich dem „passiven Training“. Die Geräte wurden mit der Zielsetzung konstruiert, Muskelkontraktionen auszulösen. Sie eignen sich daher für Anwendungen in einem erotischen Zusammenhang nur sehr beschränkt.
Medizinische Interferenzstromtherapie-Geräte kombinieren mehrere Stromkreise und erzeugen einen massage-artigen Effekt im Muskelgewebe. Ihre körper-sensorischen Therapieeigenschaften werden oft in Verbindung mit Elektro-sensorischem-Biofeedback in der Behandlung und Reha von Nerventraumata eingesetzt.

### „Body Toning“-Geräte
Seit Anfang der 1990er Jahre wurde eine immer größere Anzahl Geräte an Endverbraucher verkauft, die unter Stichworten wie „Body-Toner“ oder „Elektromassage“ beworben wurden und zumeist der Körperformung im Fitnessbereich dienen sollten. Wie die aus der medizinischen Linie stammenden Geräte wurden auch diese Modelle nicht als erotische Spielzeuge entworfen. Sie unterscheiden sich ganz erheblich in ihrer Verarbeitungsqualität und modellspezifischen Möglichkeiten. Meistens ist der von ihnen gelieferte elektrische Strom für erotische Anwendungen nicht ausreichend stark.

### Eigenkonstruktionen
Einige Anhänger der Methode versuchen, eigene Geräte zu entwerfen oder Konstruktionen aufgrund entsprechender Pläne, wie der zahlreich im Internet verfügbare Bauanleitungen, nachzubauen oder Geräte umzubauen, die für erotische Anwendungen am menschlichen Körper niemals vorgesehen waren. Diese improvisierten, selbstkonstruierten Geräte stellen eine große Gefahr dar.
Da die verwendete Technologie im Schnittpunkt zwischen Elektrotechnik, Biologie und Medizin steht, die Zusammenhänge komplex und teilweise noch unerforscht sind, sind die damit verbundenen Gefahren und Risiken selbst für Experten aus den einzelnen Fachgebieten nicht immer abschätzbar. Hinzu kommen Aspekte der Gerätesicherheit, die von Laien kaum berücksichtigt werden. In der Vergangenheit kam es sogar schon zu Todesfällen.

### Spezielle Geräte
Spezielle Geräte zur erotischen Elektrostimulation werden eigens für die erotische Nutzung entworfen und hergestellt.
Die ersten analogen Modelle wurden in den 1980er Jahren entworfen, seit den 1990er Jahren sind digitale Geräte am Markt. In der Regel erlauben beide Grundkonstruktionen die individuelle Steuerung der verwendeten Frequenzen und Stromstärken. Digitale Modelle erlauben es zumeist, verschiedene Betriebszustände stufenlos ineinander übergehen zu lassen, teilweise auch diese zu speichern oder sie den eigenen Wünschen entsprechend zu modifizieren, um so an die individuellen Wünsche optimal angepasste Reize zu liefern.
Neben stationären Modellen gibt es auch kompakte mobile Geräte mit Akkus oder Batterien. Einige mobile Geräte verfügen zusätzlich über Funkfernsteuerungen mit teilweise mehreren hundert Metern Reichweite oder lassen sich durch interne Mikrophone oder die Signale externer Musikquellen steuern. Es bestehen erhebliche Preisunterschiede je nach Qualität, Ausstattung und Leistungsfähigkeit des einzelnen Modells. Die Preisspanne reicht von etwa 100 Euro bis weit über 500 Euro.

### Elektroden
Es gibt unterschiedlichste Elektroden für die erotische Elektrostimulation. Neben den klassischen medizinischen Ein- und Mehrwegelektroden gibt es mittlerweile eine Vielzahl an speziell für diesen Verwendungszweck entwickelten Modellen. Neben leitenden Butt Plugs existieren beispielsweise an die Anatomie der Vulva angepasste Elektroden. Neben speziell an die weibliche Anatomie angepassten Modellen existieren auch für Männer konzipierte. Insgesamt ist die Auswahl an verfügbaren Elektrodenmodellen groß.
Die Elektroden werden zumeist in Verbindung mit elektrisch leitendem Kontakt- oder Gleitgel benutzt. Während auf Silikon basierende Gleitgele aufgrund ihrer geringen Leitfähigkeit für solche Anwendungen nicht geeignet sind, finden hierbei auf Wasser basierende Gele (häufig nach Zugabe von kleineren Mengen Kochsalz) Anwendung.
Das Stimulationsgefühl ist in eklatanter Weise von der Geometrie und Fläche der Elektrode abhängig. Je großflächiger die Elektroden sind, umso mehr und tiefer kann der Strom in den Körper eindringen, und umso stärker kann stimuliert werden, ohne dass stechender oder brennender/tauber Oberflächenschmerz auftritt. In vielen Fällen erweist sich eine großflächige Gegenelektrode unter Verwendung einer einzelnen unipolaren Genital-Elektrode als vorteilhaft. Die Verwendung von unipolaren und bipolaren Varianten und deren Verschaltung ist unter Umständen recht kompliziert für Unerfahrene.
Die verwendeten Kontaktmittel werden zumeist abhängig von ihrer Vereinbarkeit mit dem Material der verwendeten Elektroden sowie den erwünschten Eigenschaften in Bezug auf ihre Leitfähigkeit ausgewählt. Sie haben erheblichen Einfluss auf Stärke und Qualität des verwendeten Signals, bzw. die möglichst gute „Kontaktierung“ zum Körper ist entscheidend, um das Signal ausreichend gut in den Körper zu leiten.
Mehr dazu unter Gefahren.

## Anwendungsformen
Ein grundsätzlicher Unterschied zwischen mobilen und stationären Geräten ist die in Bezug auf das Einsatzumfeld erhöhte Flexibilität der Geräte. In Zusammenhang mit ebenfalls verfügbaren Fernbedienungen erweitert sich das Spektrum der Anwendungsmöglichkeiten enorm.

### Geräte mit zwei oder mehr Elektroden

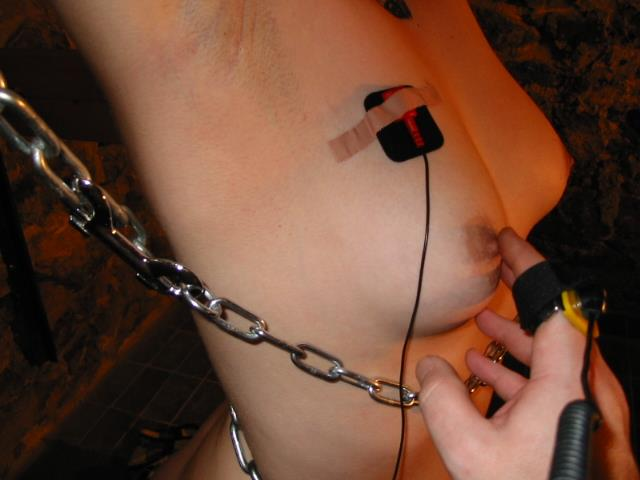
Anwendungsbeispiel einer Einzelelektrode und eines Fingerkontaktes.

Aufgrund des generell höheren Preissegmentes der stationären Geräte weisen diese zumeist mehr Möglichkeiten in Bezug auf die Gestaltung des Signals sowie dessen Charakteristik (Intensität, Dauer sowie Frequenz des Impulses) auf.
Die Mehrheit der verwendeten Geräte weist zwei getrennte, einzeln ansteuerbare Kanäle auf. Einige einfache Geräte verfügen nur über einen einzigen, viele stationäre Geräte über mehr als zwei Kanäle.
Grundsätzlich setzt die gewünschte Wirkung des im Gerät erzeugten Signals nur ein, wenn der Stromkreis geschlossen wird. Hierbei dient der menschliche Körper als finaler Leiter zwischen den beiden Elektroden, in dessen Nerven in Folge die gewünschte Wirkung induziert wird.
Verschiedene Spielzeuge wie etwa elektrifizierte Butt Plugs, Sonden, Wartenbergräder oder Stahlhandschuhe können hierbei anstelle traditioneller Elektroden verwendet werden. Die Möglichkeit, die entsprechenden Gegenstände ein- oder zweipolig auszulegen, eröffnet an dieser Stelle zwei grundsätzliche Alternativen:
In der einpoligen Ausführung des Spielzeugs und einer beliebigen zweiten Elektrode wird der Strom über tendenziell größere Strecken geführt, während er bei zweipoliger Spielzeugausführung nur relativ kurze Strecken zurücklegt und daher intensiver wirkt.
Es gibt unterschiedliche Anwendungsvarianten:
- Eine Variante ist die direkte Stimulation der primären Geschlechtsorgane. Hierbei werden Elektroden an der Scheide, Penis, Damm oder Hodensack angebracht und dann direkt elektrische Ströme angelegt.
- Eine andere ist die, ähnlich dem Muskeltraining durch Reizstrom, Elektroden nahe den Geschlechtsorganen anzubringen und diese durch den Durchfluss indirekt zu stimulieren (etwa jeweils eine Elektrode auf der Innenseite der Schenkel).
- Es kann auch eine Elektrode in den After eingeführt werden. Beim Mann wird dabei die elektrische Stimulierung der Prostata manchmal als besonders lustvoll empfunden. Dabei kann es zu einer Ejakulation kommen, die von einem Orgasmus begleitet wird.

Die Manipulation der Stromstärke und der Pulsfrequenz kann zu subjektiv unterschiedlich wahrgenommenen Effekten führen. Bei niedriger Stärke und hoher Frequenz kann der Reiz bei Platzierung einer Elektrode auf der Klitoris mit dem eines Vibrators verglichen werden; hohe Stärke bei niedriger Frequenz erinnert an einen Griff an einen Elektrozaun. Die Empfindungen reichen bei hohen Frequenzen von einem Kitzeln oder Prickeln bis zu einem stechenden Gefühl wie von vielen Nadeln, bei niedrigen Frequenzen von einem Pochen oder Puckern bis zum sprichwörtlichen elektrischen Schlag.

### Violet Wands
Hierbei sorgt ein mit elektrischer Ladung belegter Glaskolben durch Kontakt an beliebigen Körperteilen für kleine elektrische Schläge. Diese Spielart wird häufig mit Augenbinden im BDSM-Umfeld eingesetzt. So weiß der passive Partner nicht, an welcher Stelle seines Körpers die nächste elektrische Entladung stattfinden wird, und die emotionale Spannung wird stark gesteigert. Bei dieser Technik wird durch die Benutzung prinzipiell nicht gut leitfähiger Glaskolben bei den elektrischen Entladungen der Körper zwar einer hohen Spannung ausgesetzt (bis zu einigen tausend Volt). Es fließt aber nur sehr wenig Ladung. Dadurch ist die Entladung gesundheitlich unbedenklich.

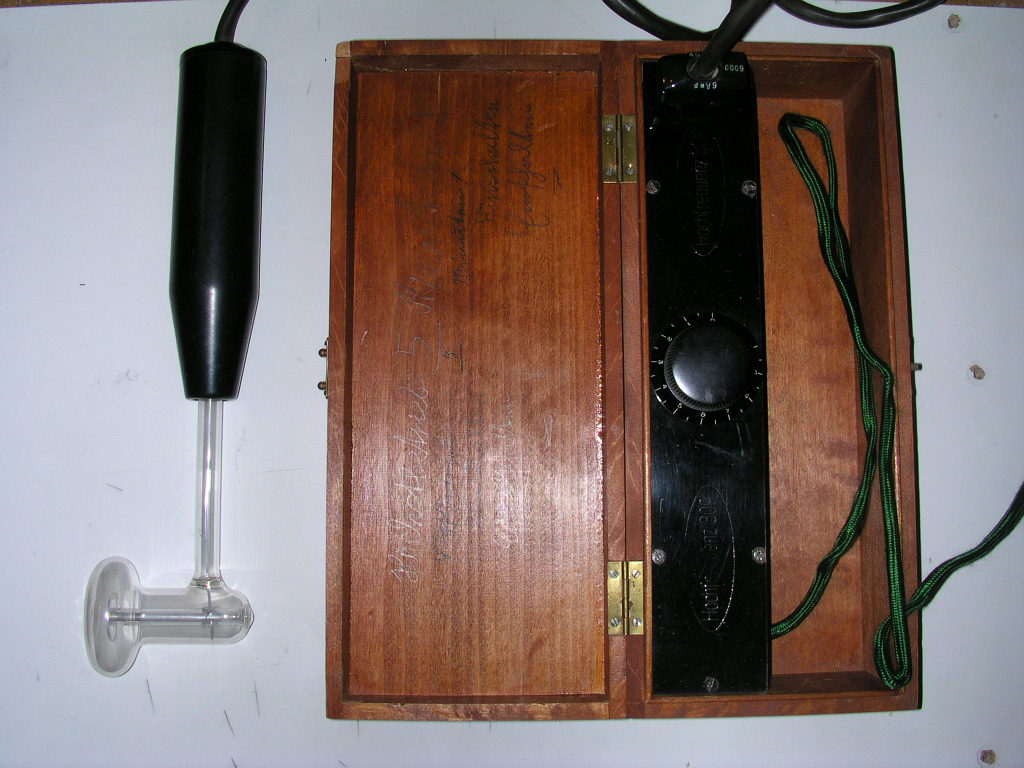
Glas-Sonde und Gehäuse mit Tesla-Transformator
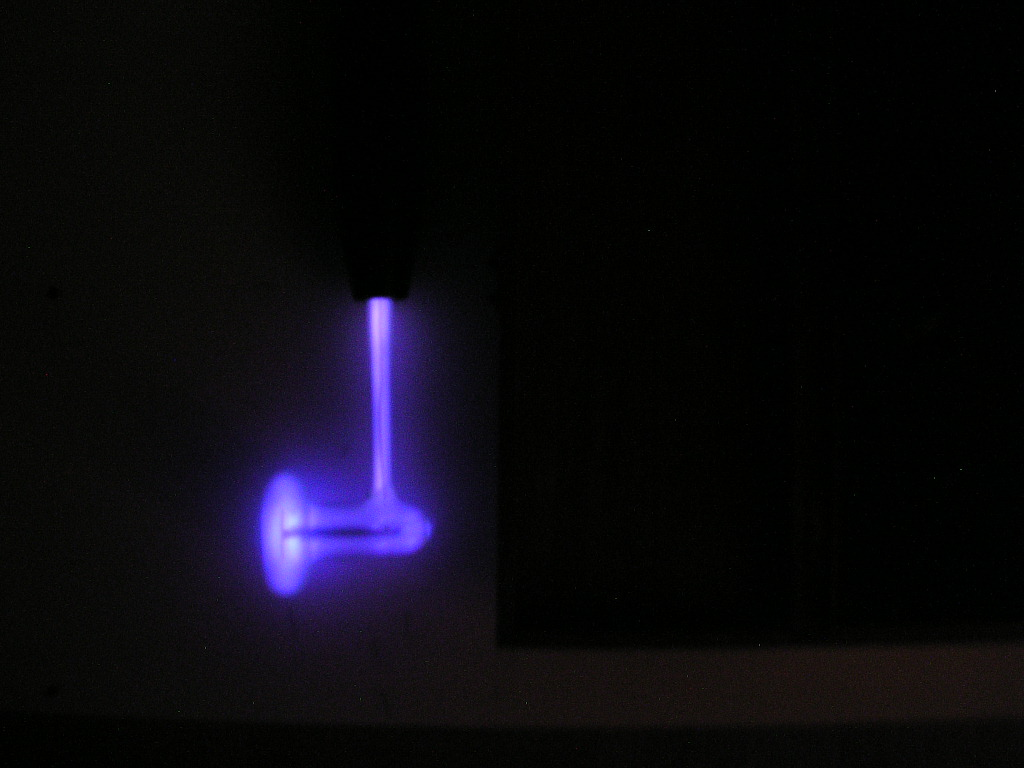
Glas-Sonde mit violett leuchtendem Argon
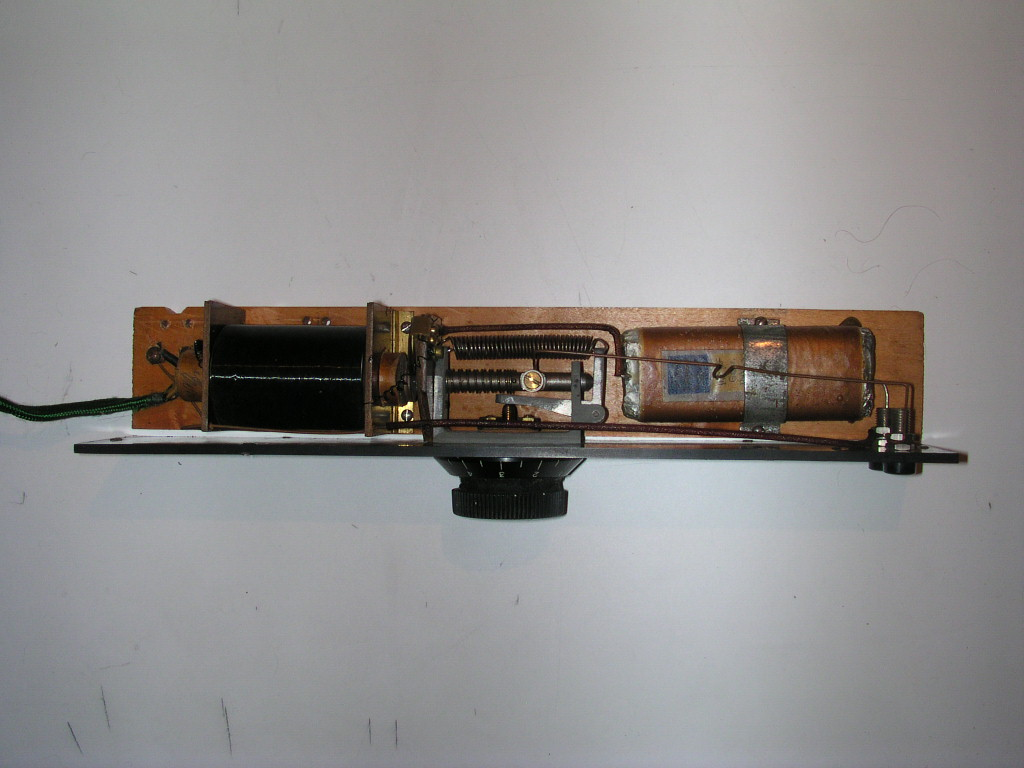
Innenleben des Gerätes mit Wagnerschem Hammer
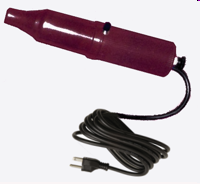
Erotec Violet Wand, circa 2000
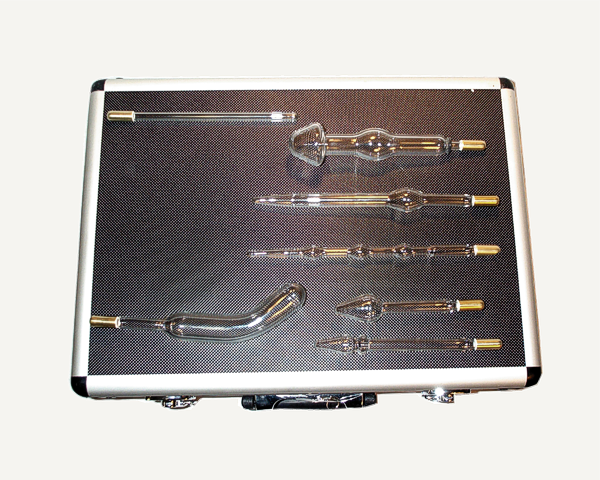
Verschiedene Elektrodenformen

## Abgrenzung zur Elektroejakulation
Die Elektroejakulation ist eine in der Human- und Veterinärmedizin sowie in der Tierzucht eingesetzte Methode zur Spermiengewinnung, wenn die Gewinnung auf natürlichem Wege aufgrund von besonderen Umständen oder Erkrankungen nicht möglich ist, und unterscheidet sich in der Art der Durchführung sowie in der Wirkungsweise erheblich von der erotischen Elektrostimulation.
Im Gegensatz zur erotischen Elektrostimulation, bei der durch als lustvoll erlebte Stimulation der Geschlechtsorgane mit geringen Stromstärken ein natürlicher Orgasmus herbeigeführt werden kann, ist die Elektroejakulation ein medizinischer Eingriff, der durch erheblich höhere Stromstärken mittels direkter Stimulation der für die Ejakulation verantwortlichen Nerven im Mastdarm eine rein mechanische Auslösung des Ejakulationsreflexes bewirkt, ohne dass es dabei zu einem sexuellen Lustempfinden kommt. Die Elektroejakulation gilt als äußerst schmerzhaft und wird deshalb in den meisten Fällen in Allgemeinnarkose oder Regionalanästhesie durchgeführt.

## Gefahren
Elektrostimulation kann bei Missbrauch zu Gewebeschäden und sogar zum Tod führen. Das größte Risiko ist ein elektrischer Schock. Der menschliche Körper reagiert empfindlich auf elektrische Ströme. Schon relativ kleine Spannungen (unter 40 Volt) können unter ungünstigen Bedingungen (starker Schweiß und damit gute elektrische Leitfähigkeit) zu tödlichen Verletzungen führen. Dies liegt zum einen daran, dass die Signalleitung der Nerven im menschlichen Körper vereinfacht eine Form von elektrischen Signalen ist. Werden dem Körper nun extern elektrische Signale zugeführt, so können die körpereigenen Signale gestört werden und es zum Beispiel zu Herzkammerflimmern kommen. So wird generell davon abgeraten, Elektroden oberhalb der Gürtellinie anzuwenden. Insbesondere das Legen einer elektrischen Verbindung durch jeweils eine Elektrode an beiden Brustwarzen gilt wegen der Nähe zum Herzen als riskant. Eine andere Verletzungsart durch elektrische Ströme sind innere Verbrennungen, die durch die Energiedichten der elektrischen Leistung hervorgerufen werden können (dies speziell durch den sogenannten Skineffekt bei höherfrequenten elektrischen Strömen). Die letzte Verletzungsart durch elektrische Ströme ist die Möglichkeit einer Vergiftung, die durch dissoziierte Proteine oder Produkte der Elektrolyse hervorgerufen werden kann. Dies ist meist die Folge lang andauernder Durchströmung und kann auch Stunden nach einem elektrischen Schlag noch zum Tode führen.
Das Risiko einer elektrischen Verletzung erhöht sich bei Verwendung ungeeigneten Elektrodenmaterials durch mangelhaften Kontakt. Dadurch ist die punktuelle Belastung des Kontaktareals zu groß. Erkennbar ist dies dann an Hautrötungen, Verfärbungen, Blasenbildung oder bei Schleimhaut und Übergangsephitelgewebe durch Ausbildung von Aphthen, Erosionen und Geschwüren. Diese Verletzungen entstehen durch Elektrolyse und die damit einhergehende Denaturierung von Proteinen, was zum Gewebsschaden oder -untergang führt. Das kann etwa bei analen Praktiken zu erheblichen, lebensgefährlichen Verletzungen führen, die sich eventuell erst spät bemerkbar machen; denn der Darm ist ab einem bestimmten Segment nicht schmerzsensibel – im Gegensatz zum Anus. Somit ist die Gefahr unbemerkter Schäden groß.